# Emanuele Beccaria Incisa
Emanuele Beccaria Incisa, Conte di Santo Stefano, nobile dei marchesi di Incisa (Nizza, 23 maggio 1848 – Torino, 10 novembre 1923), è stato un diplomatico e politico italiano.

## Biografia

Stemma della famiglia Beccaria Incisa

Nato in una famiglia di Nobili piemontesi, si laureò a 19 anni in legge nell'Università di Torino.
In seguito ad esame di concorso, è ammesso come volontario al Ministero degli affari esteri  (26 dicembre 1867), il 30 marzo 1869 è destinato dal Ministero degli affari esteri a Berlino in qualità di addetto, trasferito a Berna (13 ottobre 1869), successivamente a Bruxelles (comune) (6 aprile 1872). Promosso a segretario di legazione di II classe (27 maggio 1875), presta servizio a Lisbona dal 10 settembre 1878 al 14 agosto 1880, successivamente destinato a Stoccolma (7 novembre 1880). Nell'agosto e settembre 1881 prende parte come segretario alle conferenze preliminari per il trattato di commercio con la Francia tenutesi a Roma.
Promosso a Segretario di legazione di I classe (13 marzo 1882), successivamente trasferito a Copenaghen (20 ottobre 1881-25 agosto 1882), successivamente a Berna (3 marzo 1886), dove nel 1886 ricopre la carica di delegato nella Convenzione Italo-Svizzera sulla proprietà delle opere letterarie ed artistiche (successivamente più volte modificata, la Convenzione di Berna per la protezione delle opere letterarie e artistiche). Prosegue la carriera prestando servizio a Bruxelles (comune)(29 gennaio 1888) e poi a Berlino (14 novembre 1888), reggente dell'ambasciata dal 7 febbraio al 28 agosto 1892.
Promosso a Consigliere di legazione (25 febbraio 1892), trasferito in qualità di Console Generale a Budapest (1º ottobre 1892), e successivamente a Bucarest (3 febbraio 1895), con credenziali di inviato straordinario e ministro plenipotenziario. Promosso a ministro plenipotenziario di 2ª classe il 5 maggio 1895 ed in seguito, il 28 giugno 1903 promosso a ministro plenipotenziario di 1ª classe.
Nominato membro del Senato del Regno (Italia) il 3 giugno 1911. Collocato a riposo dal servizio diplomatico con R.D. 18 giugno 1911. Muore a Torino il 10 novembre 1923.